# Corba de derating

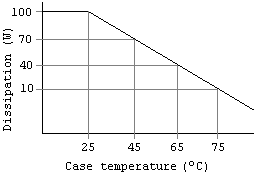
Corba de desclassament d'un dispositiu de potència hipotètic.

A l'electrònica, la corba de derating o corba de disminució de potencia (o declassament) és el funcionament d'un dispositiu a menys de la seva capacitat màxima nominal per allargar la seva vida útil. Els exemples típics inclouen operacions per sota de la potència màxima, el corrent o la tensió.
Els dispositius de semiconductors de potència tenen un valor màxim de dissipació de potència indicat normalment a una temperatura de caixa de 25 °C (77 °F). El full de dades del dispositiu també inclou una corba de reducció que indica quant es dissiparà un dispositiu sense danyar-se a una temperatura determinada del cas, i això s'ha de tenir en compte a l'hora de dissenyar un sistema.
Com es pot veure a la imatge de la corba de desclassament d'un hipotètic transistor d'unió bipolar, el dispositiu (classificat per a 100 W a 25 °C (77 °F)) no es pot esperar que dissipi més d'uns 40 W si la temperatura ambient és tal que la temperatura a la qual s'estabilitzarà la carcassa del dispositiu (després de l'enfonsament de calor) és de 65 °C (149 °F). Aquesta temperatura final de la carcassa és una funció de la resistència tèrmica entre la carcassa del dispositiu i el dissipador de calor; i el dissipador de calor i l'ambient (això inclou la qualificació de temperatura/watt del dissipador de calor, amb valors més baixos que impliquen millors característiques de refrigeració).
La capacitat de tensió d'alguns condensadors es redueix a temperatures més altes perquè el dielèctric suavitzat (per exemple, un polímer) es suavitza encara més per la calor, i la seva intensitat de camp de ruptura es redueix. Les corbes de reducció s'inclouen als fulls de dades d'aquests condensadors.
La reducció també pot proporcionar un marge de seguretat per a tensions o corrents transitoris (punts) que superen el funcionament normal o prolonguen la vida útil. Per exemple, la vida útil dels condensadors electrolítics s'incrementa dràsticament fent-los funcionar per sota de la seva temperatura màxima.
Normatives que regulen el derating :
MIL-STD-975M: estàndard de la NASA, emesa per l'Administració Nacional d'Aeronàutica i Espai dels EUA l'any 1994. Aquesta norma proporciona informació de selecció de peces i corbes de reducció per a peces elèctriques, electròniques i electromecàniques utilitzades en el disseny i la construcció de l'espai. maquinari de vol en missions espacials, així com equips essencials de suport terrestre (GSE).
MIL-HDBK-217F: MANUAL MILITAR: PREDICCIÓ DE LA FIABILITAT DE L'EQUIP ELECTRÒNIC (02-DEC-1991). L'objectiu d'aquest manual és establir i mantenir mètodes coherents i uniformes per estimar la fiabilitat inherent (és a dir, la fiabilitat d'un disseny madur) d'equips electrònics militars i sistemes. Proporciona una base comuna per a les prediccions de fiabilitat durant els programes d'adquisició de sistemes i equips electrònics militars. També estableix una base comuna per comparar i avaluar les prediccions de fiabilitat de dissenys relacionats o competitius. El manual està pensat per ser utilitzat com una eina per augmentar la fiabilitat de l'equip que s'està dissenyant.